# Live Shit: Binge & Purge
Live Shit: Binge & Purge è il primo album dal vivo e quarto album video del gruppo musicale Metallica, pubblicato il 23 novembre 1993 dalla Elektra Records.

## Descrizione
La versione iniziale pubblicata per il commercio era costituita da un box set contenente tre CD Audio o MC (con brani tratti dai concerti tenuti dal gruppo a Città del Messico durante il Nowhere Else to Roam Tour) insieme a tre VHS (le prime due tratte dal concerto tenutosi a San Diego durante il Wherever We May Roam Tour mentre la terza è tratta dal concerto tenutosi a Seattle durante il Damaged Justice Tour), un booklet di 72 pagine, un pass e uno stampino raffigurante il "ragazzo pauroso" disegnato da James Hetfield.
Il 12 novembre 2002 Live Shit: Binge & Purge è stato ripubblicato in edizione triplo CD e doppio DVD, che rimpiazzano i VHS, in un cofanetto di dimensioni più ridotte.

## Tracce

### CD
CD 1
1. Enter Sandman – 7:27 – contiene anche The Ecstasy of Gold, brano composto da Ennio Morricone
2. Creeping Death – 7:28
3. Harvester of Sorrow – 7:18
4. Welcome Home (Sanitarium) – 6:39
5. Sad but True – 6:07
6. Of Wolf and Man – 6:22
7. The Unforgiven – 6:48
8. Justice Medley – 9:38
9. Solos (Bass/Guitar) – 18:48

CD 2
1. Through the Never – 3:46
2. For Whom the Bell Tolls – 5:48
3. Fade to Black – 7:12
4. Master of Puppets – 4:35
5. Seek & Destroy – 18:08
6. Whiplash – 5:33

CD 3
1. Nothing Else Matters – 6:21
2. Wherever I May Roam – 6:32
3. Am I Evil? – 5:41 – originariamente interpretata dai Diamond Head
4. Last Caress – 1:24 – originariamente interpretata dai Misfits
5. One – 10:27
6. Battery – 10:03 – contiene anche So What!, brano originariamente interpretato dagli Anti-Nowhere League
7. The Four Horsemen – 6:07
8. Motorbreath – 3:14
9. Stone Cold Crazy – 5:32 – originariamente interpretata dai Queen

### VHS/DVD
VHS 1/DVD 1
1. 20 Minute Metallica Movie – 19:56
2. Enter Sandman – 7:23 – contiene anche The Ecstasy of Gold, brano composto da Ennio Morricone
3. Creeping Death – 7:42
4. Harvester of Sorrow – 6:55
5. Welcome Home (Sanitarium) – 6:59
6. Sad but True – 6:35
7. Wherever I May Roam – 6:57
8. Bass Solo – 10:48
9. Through the Never – 4:29
10. The Unforgiven – 7:54
11. Justice Medley – 10:16
12. Drum Solo – 9:43
13. Guitar Solo – 8:49

VHS 2/DVD 1
1. The Four Horsemen – 5:30
2. For Whom the Bell Tolls – 5:50
3. Fade to Black – 7:19
4. Whiplash – 7:41
5. Master of Puppets – 5:28
6. Seek & Destroy – 15:44
7. One – 9:46
8. Last Caress – 3:54 – originariamente interpretata dai Misfits
9. Am I Evil? – 2:55 – originariamente interpretata dai Diamond Head
10. Battery – 7:27
11. Stone Cold Crazy – 13:06 – originariamente interpretata dai Queen

VHS 3/DVD 2
1. Blackened – 11:45 – contiene anche The Ecstasy of Gold, brano composto da Ennio Morricone
2. For Whom the Bell Tolls – 5:30
3. Welcome Home (Sanitarium) – 6:27
4. Harvester of Sorrow – 6:28
5. The Four Horsemen – 5:35
6. The Thing That Should Not Be – 7:14
7. Bass Solo – 7:46
8. Master of Puppets – 8:46
9. Fade to Black – 8:10
10. Seek & Destroy – 8:05
11. ...And Justice for All – 13:33
12. One – 7:48
13. Creeping Death – 7:48
14. Guitar Solo – 6:34
15. Battery – 9:11
16. Last Caress – 1:54 – originariamente interpretata dai Misfits
17. Am I Evil? – 4:06 – originariamente interpretata dai Diamond Head
18. Whiplash – 5:37
19. Breadfan – 8:20 – originariamente interpretata dai Budgie

## Formazione
Gruppo
- James Hetfield – voce, chitarra ritmica
- Kirk Hammett – chitarra solista, cori
- Jason Newsted – basso, cori, voce in Seek & Destroy e Whiplash
- Lars Ulrich – batteria

Produzione
- James Hetfield – produzione
- Lars Ulrich – produzione
- Guy Charbonneau – registrazione
- Mike Fraser – missaggio concerto di Città del Messico, missaggio audio aggiuntivo concerto di San Diego
- Shannan Burkley – assistenza al missaggio concerto di Città del Messico
- Kent Matcke – assistenza tecnica concerto di Città del Messico, assistenza al missaggio concerto di San Diego
- Charlie Bovis – assistenza alla registrazione concerto di Città del Messico
- Randy Staub – missaggio concerto di San Diego
- Darren Grahn – assistenza al missaggio concerto di San Diego
- Brian Dobbs – assistenza al missaggio concerti di San Diego e Seattle
- Paul DeCarli – assistenza tecnica concerto di San Diego
- Scott Humphrey – assistenza tecnica concerto di San Diego
- David Roberts – assistenza alla registrazione concerto di San Diego
- Wayne Isham – regia concerto di San Diego
- Curt Marvis – produzione video concerto di San Diego
- James "Jimbo" Barton – missaggio concerto di Seattle
- Ken Walden – assistenza al missaggio concerto di Seattle
- Eric Caudieux – assistenza al missaggio concerto di Seattle
- Andrew Warwick – assistenza alla registrazione concerto di Seattle
- Jim Torti – assistenza alla registrazione concerto di Seattle
- Michael Salomon – regia concerto di Seattle

## Classifiche
| Classifica (1993) | Posizione massima |
| ----------------- | ----------------- |
| Stati Uniti       | 26                |